# رونی ولر
رونی ولر (آلمانی: Ronny Weller؛ زادهٔ ۲۲ ژوئیهٔ ۱۹۶۹) وزنه‌بردار اهل آلمان بود.
وی در مسابقات کشوری و بین‌المللی در مجموع برندهٔ ۴ مدال طلا، ۸ مدال نقره و ۲ مدال برنز شده‌است.